# Krilo z negativnim naklonom
Krilo z negativnim naklonm  (ang. forward-swept wing) je izvedba letalskega krila, pri katerem so konci krila bolj naprej od korena krila - obratna puščica.